# Küçükakçakese, Kumru
Küçükakçakese là một xã thuộc huyện Kumru, tỉnh Ordu, Thổ Nhĩ Kỳ. Dân số thời điểm năm 2010 là 304 người.